# Замостье (Волынская область)
Замостье (укр. Замостя) — село в Прилесненской сельской общине Камень-Каширского района Волынской области Украины.
До 2020 года входило в Маневичский район.
Код КОАТУУ — 0723682802. Население по переписи 2017 года составляет 285 человека. Почтовый индекс — 44612. Телефонный код — 3376. Занимает площадь 0,652 км².
В 6 км севернее села находится Черемский природный заповедник.

## Галерея

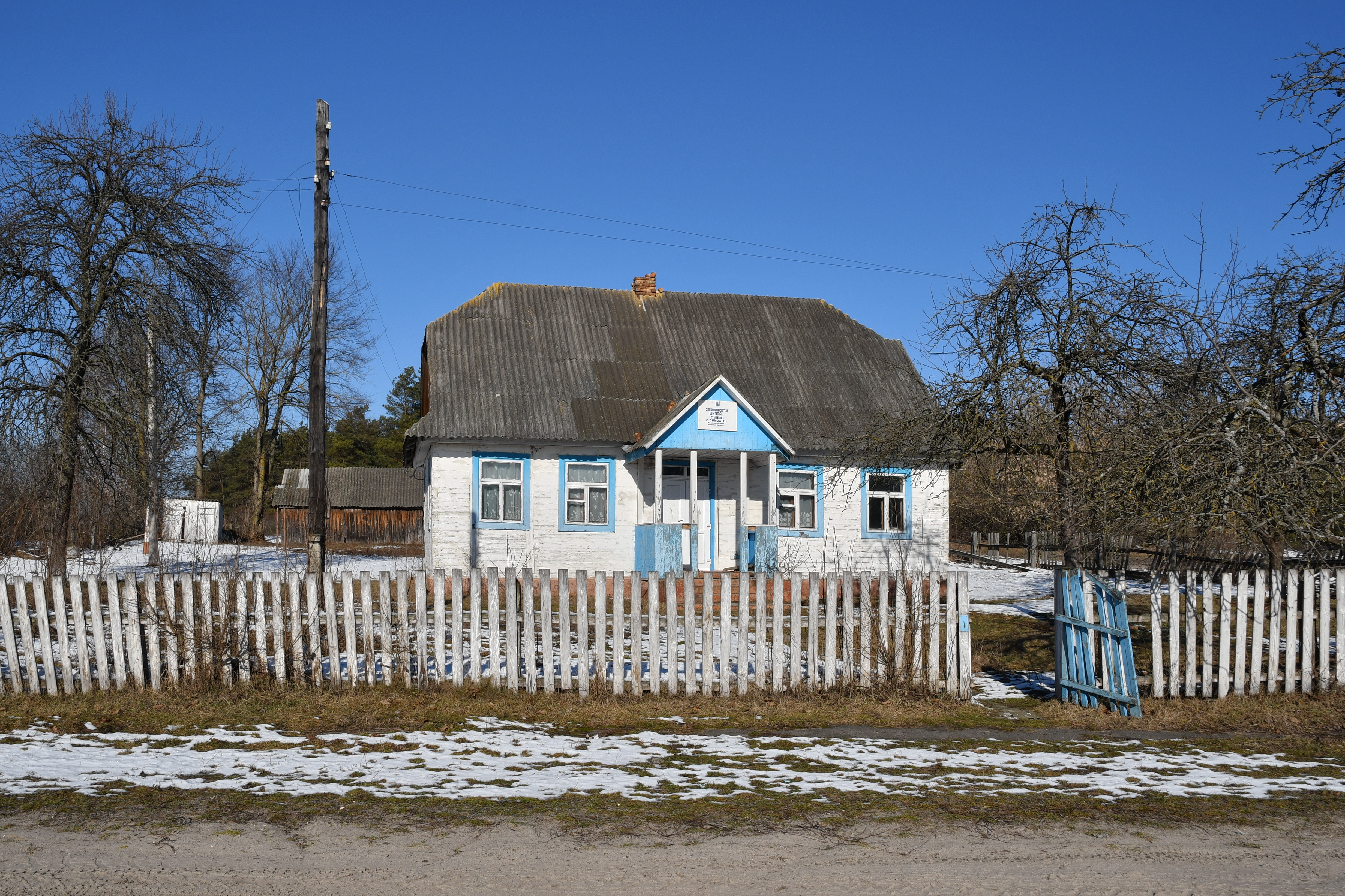
Школа І ступени
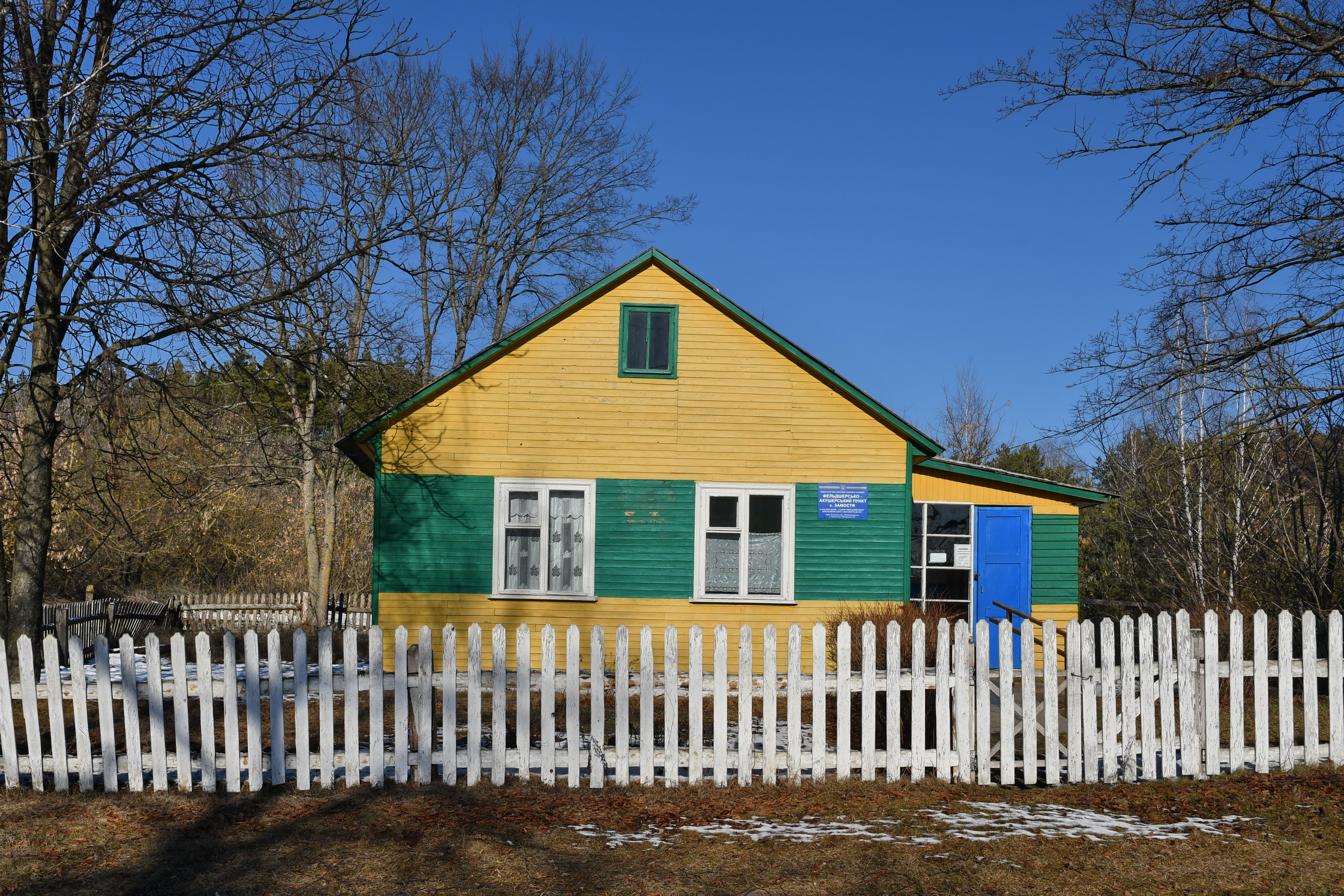
Фельдшерско-акушерский пункт
Озеро Долгое в селе